# Готье I де Вексен
Готье I де Вексен (фр. Gautier (Walthar) I de Vexin; до 920/925 — после 992) — граф Вексена, Амьена и Валуа.

## Происхождение
Долгое время Готье I считался сыном Рауля II де Гуи, графа Вексена, Амьена и Валуа от брака с Лиегардой. Однако согласно современным исследованиям Лиегарда детей от Рауля не имела. В результате историк Эдуард де Сен-Фаль предположил, что вероятнее всего Готье был не сыном, а братом Рауля II и, следовательно, сыном Рауля I д’Остревана и Хильдегарды Амьенской. Данная версия принята и в Europäische Stammtafeln.
Некоторые источники называли отцом Готье Валерана де Крепи. Однако здесь скорее всего имелся в виду второй муж Лиегарды, Галеран I, виконт Манта и Мёлана, которого некоторые историки считали регентом Вексена, Амьена и Валуа во время малолетства Готье I. Но по мнению Сен-Фаля данное утверждение ошибочно, поскольку в момент смерти Рауля II Готье было как минимум 20 лет.
Существует также гипотеза, по которой Готье может быть отождествлён с Готье, графом де Дрё, упоминаемым в 965 и 975 году.

## Биография
После гибели в 943 году Рауля II Готье унаследовал Вексен и Валуа. Графство Амьен ещё в 941 году было захвачено Гербертом II де Вермандуа, однако в 945 году, после гибели Герлуина де Монтрёйль Готье смог вернуть графство себе. Постепенно к 965 году Готье смог объединить все родовые владения.
Поскольку Вексен находился в зависимости от архиепископства Руан, то Готье поддерживал хорошие отношения с архиепископом Гуго II. При этом Генрих, родственник Готье, женился на сестре Гуго II.
В 988 году Готье с тремя сыновьями (Готье, Жоффруа и Раулем) участвовал в ассамблее, проводимой королём Гуго Капетом и его сыном Робертом в Компьене.
В 991 году умерла Лиегарда, вдова Рауля II, которая управляла виконтствами Мёлан и Мант. В итоге Мант был присоединён к Вексену, а Мёлан перешёл к сыну Лиегарды и Галерана I — Галерану II. После этого Готье больше не упоминается.
Эдуард де Сен-Фаль отождествлял Готье I с упоминаемым в 997 году Готье, графом Гатине. Однако согласно исследованиям Кристиана Сеттипани, это был скорее Готье II Белый, старший сын Готье I.

## Брак и дети
1-я жена: Эва.
2-я жена: Адель, возможно дочь Фулька II Доброго, графа Анжу, и Герберги. Дети:
- Готье II Белый (ум. 1017/1024), граф Амьена, Вексена и Валуа
- Ги (ум. 995), епископ Суассона
- Рауль (ум. после 988)
- Жоффруа (ум. после 988), возможно тождественен Жоффруа I (ум. после 991), сеньору де Шато-Ландон, графу Гатине в 979—991[6]. По другой версии он тождественен с Жоффруа де Шомоном, графом де Дрё, родоначальником дома Шомон[7].
- Фульк

Эдуард де Сен-Фаль считал, что Готье также был женат на Беатрис де Макон, дочери Обри II, графа де Макон. Однако никакого документального подтверждения этого брака не существует.